# Токмак (Киргизстан)
Токмак, або Токмок (кирг. Токмок) — місто обласного підпорядкування в Чуйській області Киргизстану.

## Історія
Сучасний Токмак був заснований на початку XIX століття (1825—1830) як кокандська фортеця неподалік від руїн міста Суяб. У 1862 році фортеця була захоплена російськими військами та зруйнована.
Пізніше на місцях колишніх кокандських фортець стали закладатися російські укріплення. На початку травня 1864 року біля руїн фортеці Токмак розташувався загін полковника Черняєва, який прибув з Вірного, який 13 травня 1864 року заклав укріплення Токмак.
У 1867 році Токмак отримав статус міста і став центром однойменного Токмацького повіту Семиріченської області Туркестанського генерал-губернаторства. Повітовий центр у 1878 році був перенесений до міста Пішпек (зараз — Бішкек). Після цього Токмак був позбавлений статусу міста. 1927 року Токмак знову отримав статус міста.
У місті дислокується 8-а гвардійська мотострілецька Режицька ордена Леніна Червонопрапорна ордена Суворова дивізія імені Героя Радянського Союзу генерал-майора І. В. Панфілова.
З 1994 року по 2003 рік Токмак мав назву — Чуй-Токмок.

## Населення

### Національний склад[2]
- киргизи — 46,8 %,
- росіяни — 20,5 %,
- дунгани — 16,5 %,
- узбеки — 8,6 %

| Клімат Токмак           | Клімат Токмак | Клімат Токмак | Клімат Токмак | Клімат Токмак | Клімат Токмак | Клімат Токмак | Клімат Токмак | Клімат Токмак | Клімат Токмак | Клімат Токмак | Клімат Токмак | Клімат Токмак | Клімат Токмак |
| Показник                | Січ.          | Лют.          | Бер.          | Квіт.         | Трав.         | Черв.         | Лип.          | Серп.         | Вер.          | Жовт.         | Лист.         | Груд.         | Рік           |
| Середня температура, °C | −5,3          | −4,2          | 3,2           | 11,4          | 16,2          | 20,6          | 23,3          | 22,0          | 16,8          | 9,8           | 2,8           | −2,5          | 9,5           |
| Норма опадів, мм        | 25.2          | 27.3          | 49.6          | 70.0          | 68.1          | 37.3          | 20.2          | 12.1          | 16.3          | 39.7          | 41.5          | 26.9          | 434.2         |
| Днів з опадами          | 9,0           | 9,3           | 12,0          | 11,8          | 12,4          | 10,2          | 7,6           | 5,5           | 4,9           | 7,7           | 9,2           | 8,7           |               |
| Вологість повітря, %    | 74.0          | 75.1          | 68.5          | 55.4          | 53.3          | 46.9          | 44.1          | 43.7          | 46.2          | 56.2          | 67.1          | 75.3          | 58.8          |
| ----------------------- | ------------- | ------------- | ------------- | ------------- | ------------- | ------------- | ------------- | ------------- | ------------- | ------------- | ------------- | ------------- | ------------- |